# Mandrake (album)
Mandrake je páté studiové album německé powermetalové hudební skupiny Edguy. Vydáno bylo 24. září 2001 vydavatelstvím AFM Records, přičemž se jedná o poslední studiovou desku vydanou pod touto společností. Edguy na tomto albu pomalu započali odklon od svého dosavadního stylu, power metalu a speed metalu, k hard rocku a heavy metalu. Na této desce se zároveň ze zpěváka Tobiase Sammeta stal podle jeho vlastních slov „skutečný skladatel“.

## Seznam skladeb
Všechny skladby napsal(i) Tobias Sammet, není-li uvedeno jinak. 
| Pořadí         | Název                | Autor               | Délka |
| -------------- | -------------------- | ------------------- | ----- |
| 1.             | Tears of a Mandrake  |                     | 7:11  |
| 2.             | Golden Dawn          | Sammet, Jens Ludwig | 6:08  |
| 3.             | Jerusalem            |                     | 5:27  |
| 4.             | All the Clowns       |                     | 4:49  |
| 5.             | Nailed to the Wheel  | Sammet, Ludwig      | 5:41  |
| 6.             | The Pharaoh          |                     | 10:37 |
| 7.             | Wash Away the Poison |                     | 4:40  |
| 8.             | Fallen Angels        |                     | 5:15  |
| 9.             | Painting on the Wall |                     | 4:38  |
| 10.            | Save Us Now          |                     | 4:37  |
| Celková délka: | Celková délka:       | Celková délka:      | 59:03 |

| Bonus v limitované edici | Bonus v limitované edici                                     | Bonus v limitované edici |
| Pořadí                   | Název                                                        | Délka                    |
| ------------------------ | ------------------------------------------------------------ | ------------------------ |
| 11.                      | The Devil and the Savant                                     | 5:26                     |
| 12.                      | Wings of a Dream (původně vydáno na albu Kingdom of Madness) | 5:03                     |
| Celková délka:           | Celková délka:                                               | 69:32                    |

## Obsazení
- Tobias Sammet – zpěv, klávesy
- Jens Ludwig – hlavní kytara
- Dirk Sauer – rytmická kytara
- Tobias Exxel – baskytara
- Felix Bohnke – bicí

Hosté
- Ralf Zdiarstek, Markus Schmitt, Daniel Schmitt, Rob Rock – doprovodný zpěv
- Frank Tischer – piano

Technická podpora
- Norman Meieritz – technik
- Mikko Karmila – mixing
- Mika Jussila – mastering